# Kreuzkirche (Hanau)

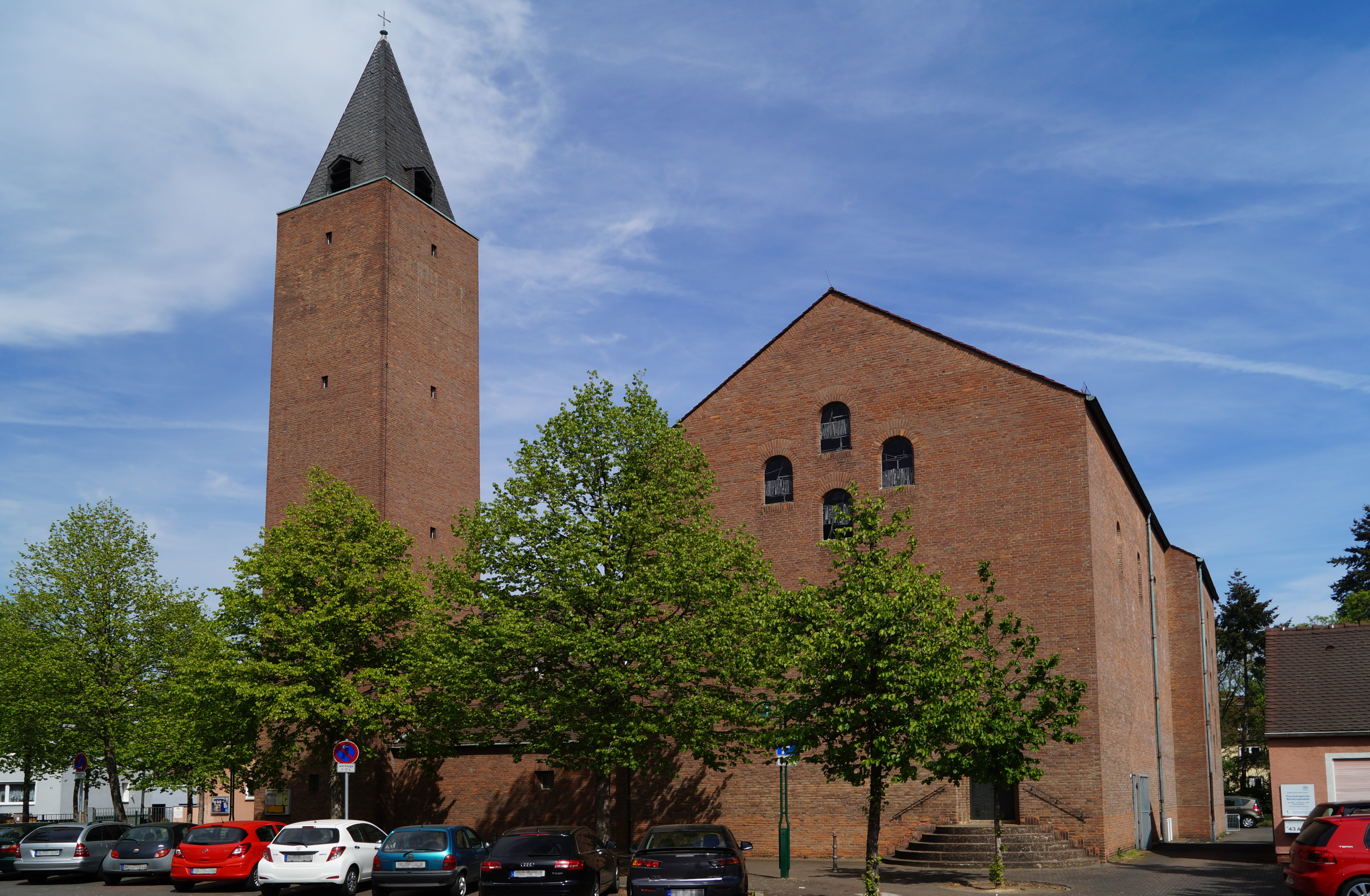
Ansicht des Kirchengebäudes von der Karl-Marx-Straße

Die Kreuzkirche in Hanau ist eine der vier evangelischen Gemeindekirchen in der Evangelischen Stadtkirchengemeinde Hanau. 
Der  Dekan des Kirchenkreises Hanau hat mitgeteilt, dass die Kirche verkauft werden soll.

## Geschichte

### Gemeinde
Die Gemeinde war bis zum 7. Februar 1954 der 2. Pfarrbezirk der Gemeinde Johanneskirche gewesen und wurde von dort aus gegründet, da die Gemeinde durch Flüchtlinge und Vertriebene, die dort in großen neu errichteten Siedlungen und Wohnblocks untergebracht wurden, sehr schnell wuchs. Dies führte zu dem Entschluss, hier eine neue Gemeinde zu gründen. Sie trug zunächst den Namen Evangelische Kirchengemeinde des Lamboygebietes. Am 7. Februar 1955 wurde sie dann – zum einjährigen Bestehen – in Evangelische Kreuzkirchengemeinde Hanau umbenannt. Die Gemeinde hatte damals ca. 7700 Mitglieder. Traditionell war die Kirche Sitz des Dekans des Dekanats Hanau-Stadt.
Anfang 2014 wurden vier Hanauer Innenstadtgemeinden der Evangelischen Kirche von Kurhessen-Waldeck zu einer Kirchengemeinde fusioniert. Die ehemalige Gemeinde bildet nun einen Bezirk im Raum der neu gegründeten Evangelischen Stadtkirchengemeinde Hanau.

### Geografische Lage
Die Kreuzkirche liegt in der Karl-Marx-Straße 43, im Stadtteil Lamboyviertel.

## Gebäude
Vor den noch heute bestehenden Gebäuden gab es für den Stadtteil eine von der US-Army 1948 zur Verfügung gestellte Holzbaracke, die zunächst als Kindergarten eingerichtet worden war, aber auch als Notkirche diente. Sie ist nicht erhalten.
Die erhaltenen Gebäude, das Gemeindehaus und die Kirche sind Kulturdenkmal nach dem Hessischen Denkmalschutzgesetz.

### Gemeindehaus
Die Grundsteinlegung erfolgte am 21. Mai 1953. Das heutige Gemeindehaus beherbergte auch eine Kindertagesstätte, zwei Wohnungen für kirchliche Mitarbeiter und zwei Jugendräume. Mit einem Gottesdienst durch Bischof Adolf Wüstemann am 7. Februar 1954 wurde das Gebäude, der Kindergarten und ein Kinderhort eingeweiht. In einem zweiten Bauabschnitt war 1958 das Pfarrhaus entstanden, dem nach einigen Jahren ein zweites in der Lenbachstraße folgte. Im Hinblick darauf, dass später ein Kirchenneubau folgen sollte, wurde der Gemeindesaal so gestaltet, dass er zunächst als Gottesdienstraum genutzt werden konnte. Dafür wurde eine multifunktional nutzbare, verschließbare Empore und durch Segmentbogen abgeschlossene Türen und durch Sprossen unterteilte Fenster mit getöntem Fensterglas eingebaut. Der Raum zeigt weiß verfugtes Ziegelmauerwerk und eine ursprünglich auf den anstehenden Abbruch hin konzipierte Fachwerk-Chorwand. Der für das Provisorium zunächst als Kirchturm-Ersatz dienende Dachreiter wurde zurückgebaut, als er baufällig wurde. Seine Bronzeglocke befindet sich im Atrium. Sie war ein Geschenk der Gemeinden des Landkreises Hanau und wurde von der Glockengießerei Rincker in Sinn (Hessen) gegossen. Stilistisch weist das Gebäude noch zahlreiche Anklänge an den Heimatstil auf. Es ist außen hell verputzt.
In Hanau ist das Bauwerk der letzte erhaltene Beleg für einen provisorischen Kirchenbau der frühen Nachkriegszeit.

### Kirche

#### Bauwerk
Ab 1965 folgte dann der Kirchenneubau. Die Grundsteinlegung erfolgte am 16. Mai 1965. Der Grundstein trägt die Aufschrift Soli Deo Gloria (Allein Gott sei Ehre) und befindet sich im Atrium, das dem Kirchenraum vorgelagert ist. Architekt war Baurat Heinrich Otto Vogel, Trier. Die neue Kirche wurde rechtwinklig zum Gemeindehaus angeordnet und durch eine Schiebetür zu ihr geöffnet, so dass beide Räume gleichzeitig nutzbar sind. Der 29 Meter hohen Glockenturm mit einem kleinen Andachtsraum im Erdgeschoss für etwa zehn Personen ist nur durch Hofmauern mit dem Kirchengebäude und dem Gemeindehaus verbunden, steht also weitgehend frei. Die Kirche ist ein Stahlskelettbau, dessen Ausmauerung mit Kalksandstein erfolgte. Dies wurde mit Ziegeln verblendet. Die rundbogigen Fenster sind mit Farbglasfenstern des Glasmalers Alois Plum, Mainz, geschmückt. Der Kirchenraum fasst bis zu 350 Personen Menschen. Die Kirche wurde 1966 eingeweiht. Das Kirchengebäude ist der jüngste evangelische Kirchenbau in Hanau.

#### Ausstattung
An der linken Wand des Kirchenraums hängt der Wandteppich, der den Sämann aus dem gleichnamigen Gleichnis (Mt 13,1-9 ) zeigt. Er ist von Alexander Harder 1954 gefertigt worden und hing, als das Gemeindehaus noch als Gottesdienstraum diente, hinter dem Altar. Hinter dem heute genutzten Altar hängt ein Relief des Münchner Bildhauers Karl Hemmeter, das die Fußwaschung Jesu zeigt (Joh 13,1-20 ). Vom selben Künstler stammt der Lauscher, ein Holzrelief an der Kanzel. Der Taufstein steht auf der rechten Seite der Kirche, vor der Kanzel.

#### Glocken
Die Glocken wurden am 15. Juli 1966 in der Glockengießerei Rincker geschaffen und am 28. September 1966 in den Glockenstuhl eingehängt. Sie sind auf die Töne c, d, f, g gestimmt, bestimmten Funktionen gewidmet und jeweils mit einem eingegossenen Spruch versehen:
1. Lobe den Herrn meine Seele – Dankglocke
2. Dienet dem Herrn mit Freuden; Dienet einander – Dienstglocke
3. Rufe mich an in der Not – Sturmglocke
4. Haltet an am Gebet – Gebetsglocke